# Citharider
Citharider (Citharidae) är en familj av fiskar. Citharidae ingår i ordningen plattfiskar (Pleuronectiformes). Enligt Catalogue of Life omfattar familjen Citharidae 7 arter. Fishbase godkänner bara 6 arter.
Familjens arter förekommer bara i saltvatten. De lever i Medelhavet samt i Indiska oceanen och i västra Stilla havet från Japan till Australien. Hos vuxna djur ligger båda ögon och individens anus på samma sida av kroppen men på vilken sida kan variera. På båda sidor av bålen förekommer sidolinjeorgan.
Det vetenskapliga namnet är bildat av det latinska ordet för cittra.
Släkten enligt Catalogue of Life:
- Brachypleura
- Citharoides
- Citharus
- Lepidoblepharon